# Die Herausforderung (1971)
Die Herausforderung (Originaltitel: Rain for a Dusty Summer) ist ein in Spanien gedrehter Abenteuerfilm mit Westernelementen aus US-amerikanischer Produktion. Der auch als Guns for the Revolution und im deutschen Sprachraum als Keine Zeit zum Sterben gezeigte Film entstand nach der wahren Geschichte des Paters Miguel Pro unter der Regie von Arthur Lubin.

## Handlung
Mexiko, 1917. Die Kirchen im Land werden zerstört, der Klerus ermordet. Ein harter Provinzgeneral tut sich besonders darin hervor, was der gerade aus dem Seminar ausgeschiedene Priester Migel Pro miterlebt: Ein Bischof wird am Altar erschossen. Miguel Pro, der eigentlich eine musikalische Karriere dem Leben als Priester vorziehen wollte, ändert seine Meinung.
Unter vielen Gefahren reist der sanftmütige Pater Miguel, als Bauer getarnt, durch das Land, um Messen zu lesen, Taufen und Hochzeiten zu vollziehen und den Leuten beizustehen. Als er verhaftet wird, wird ihm angeboten, sein Leben zu schonen, wenn er seine Tätigkeit aufgebe. Miguel entscheidet sich für seine Berufung. Zu seiner Exekution erscheinen 30.000 Menschen, die um ihn trauern.

## Kritik
„Das Beste am Film ist das Katz-und-Maus-Spiel zwischen Gut und Böse“, meint Hal Erickson. Das Lexikon des internationalen Films sah einen „inszenatorisch wie gedanklich gleichermaßen billige(n) Abenteuerfilm um den alten Zwist zwischen „Gut“ und „Böse“.“

## Bemerkungen
Der Darsteller des Miguel Pro, Humberto Almazán, ist ebenfalls Jesuiten-Priester.
Das Titellied interpretiert Gene Merlino.